# Cyberaktif
Cyberaktif – jednorazowa kolaboracja muzyczna pomiędzy Billem Leebem z Front Line Assembly i cEvin'em Key oraz Dwayne'em Goettelem ze Skinny Puppy.

## Dyskografia

### Albumy
- 1990 – Cyberaktif – Tenebrae Vision

1. the road kill
2. brain dead decision
3. acid cripple
4. paradiessiets
5. nothing stays
6. ruptured freeks
7. dis coarse illusion
8. temper
9. face to face
10. house of pain

### Single
- 1990 – Nothing Stays
- 1990 – Temper